# 브와디스와프 시코르스키

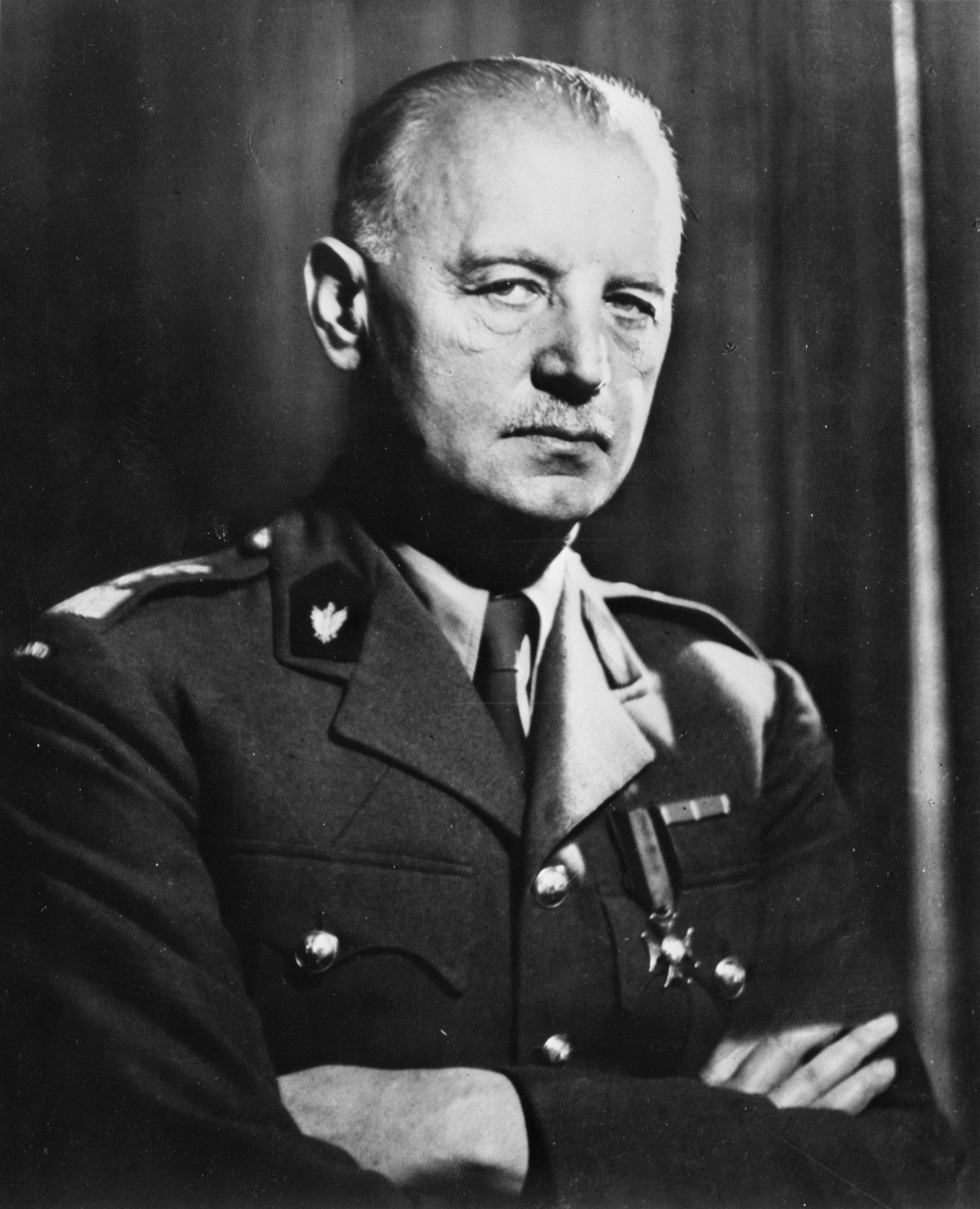
브와디스와프 시코르스키

브와디스와프 에우게니우시 시코르스키(폴란드어: Władysław Eugeniusz Sikorski, 1881년 5월 20일~1943년 7월 4일)는 폴란드의 군인이자 정치가이다.
그는 오스트리아-헝가리 제국령 폴란드에서 태어나 오스트리아 군대에 복무했다. 1908년 유제프 피우수트스키와 함께 민족주의 비밀 군사조직을 창설했고 제1차 세계대전에는 폴란드 군단 사령관으로 오스트리아군과 함께 러시아군에 맞서 싸웠다.
그 후 1922년~1923년 잠시 폴란드 총리직에 있었고 1926년 유제프 피우수트스키가 정권을 장악하자 1928년 국방장관직에서 축출되었다. 1939년 제2차 세계대전 당시 독일의 침공으로 폴란드가 점령당하자 폴란드 망명 정부를 이끌다가 1943년 7월 4일 지브롤터 해협에서 비행기 추락 사고로 죽었다.

## 같이 보기
- 미엔지모제
- 프로메테우스주의